# Kamow Ka-26

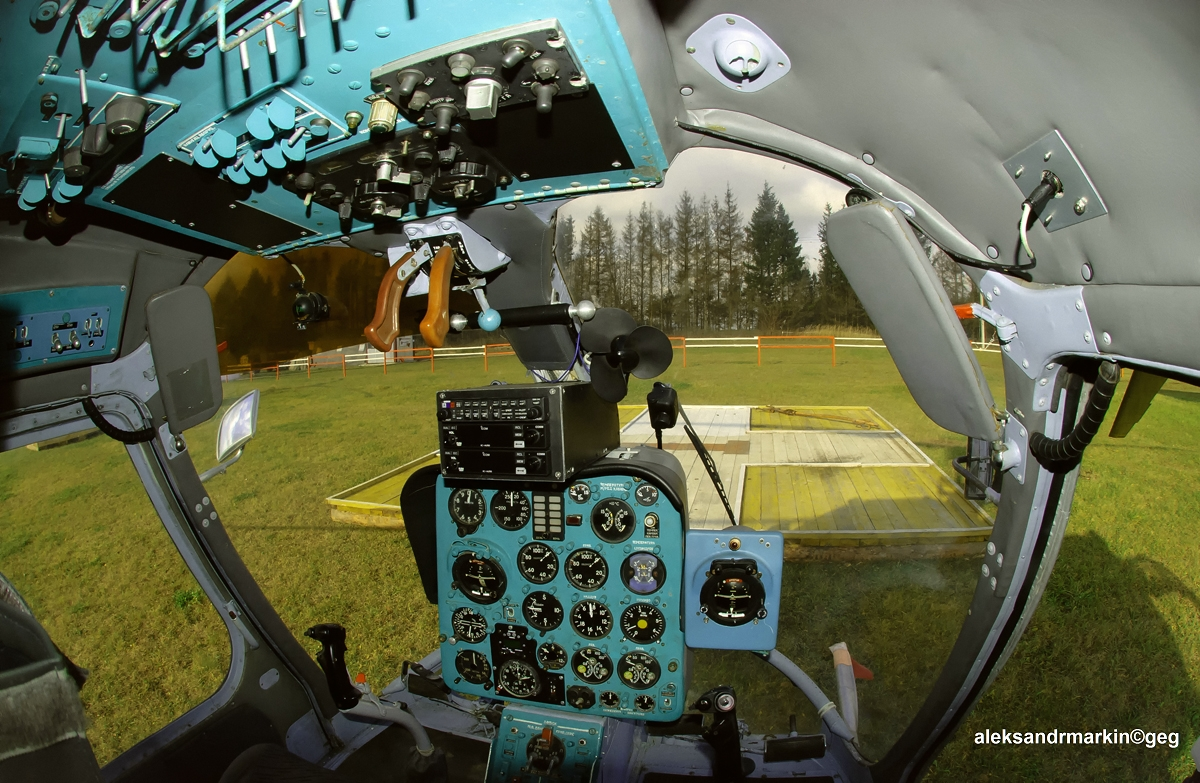
Cockpit

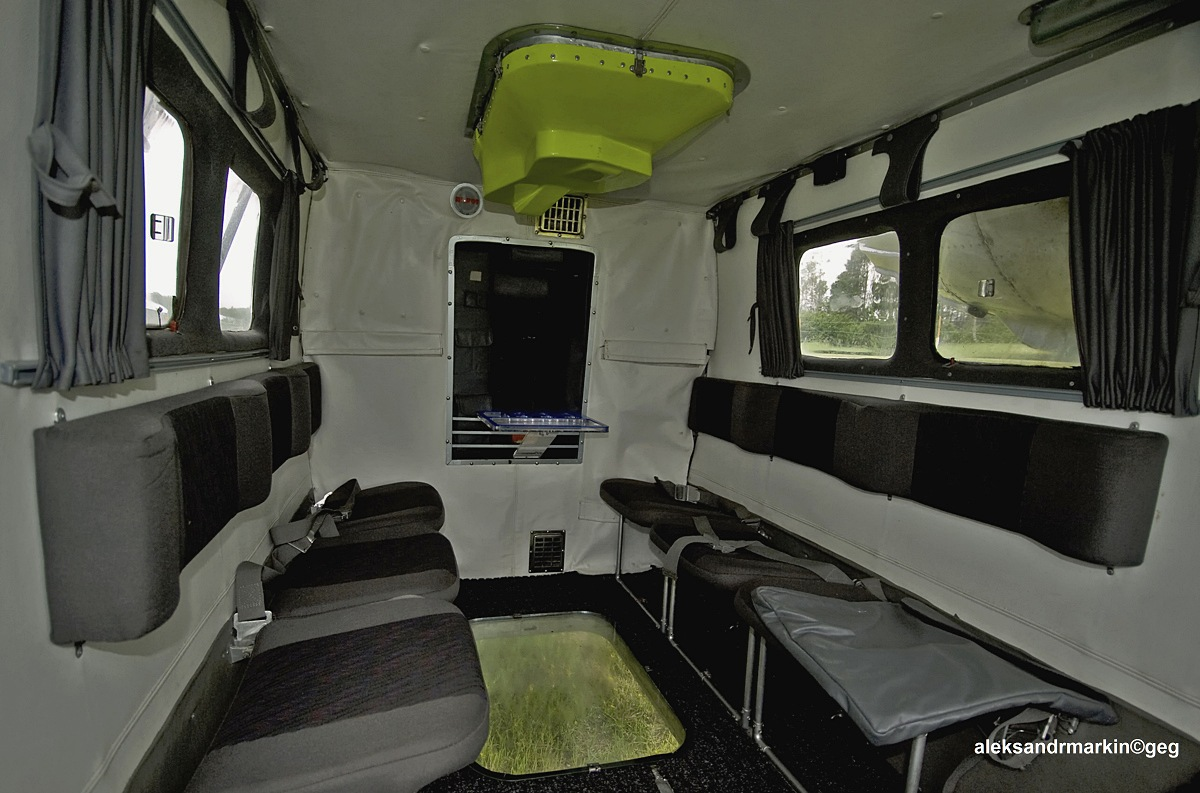
Kabine

Der Kamow Ka-26 (russisch Камов Ка-26, NATO-Codename „Hoodlum“, deutsch Ganove, Strolch) ist ein Mehrzweckhubschrauber mit Koaxialrotor des sowjetischen Herstellers Kamow, der 1965 erstmals flog und bis 1985 produziert wurde.

## Geschichte
Die Entwicklung des Ka-26 begann im Jahre 1962. Gefordert für Aeroflot war ein leichter ziviler Mehrzweckhubschrauber, hauptsächlich für landwirtschaftliche Aufgaben. Kamow löste die Mehrzweck-Anforderung durch eine abnehmbare Frachtkabine hinter dem zweisitzigen Cockpit: Je nach Bedarf kann die Maschine mit einer Fracht-, einer Passagierkabine, einer offenen Lastplattform, einem Krangeschirr oder Behältern für Chemikalien oder Wasser zum Agrarflug oder zur Feuerbekämpfung ausgerüstet werden. Eine Ambulanzversion besitzt eine Kabine für zwei Liegen und drei Sitze für medizinisches Personal.
Der Erstflug fand am 18. August 1965 statt. Die Serienproduktion begann 1968 und das erste Serienmodell startete am 4. November 1969. Insgesamt wurden bis zur Einstellung der Serienproduktion im Jahre 1985 etwa 816 Ka-26 im Staatlichen Flugzeugwerk Ufa gebaut, 257 davon wurden in 15 Länder exportiert.
Mit der Kamow Ka-226 entstand ein Nachfolger mit Turbinenantrieb.

## Technik
Bemerkenswert ist der Einsatz von einfachen 9-Zylinder-Sternmotoren des Typs M-14W-26, obwohl zu dieser Zeit auch bei sowjetischen Hubschraubern bereits überwiegend Gasturbinen zum Einsatz kamen. Diese sind in Gondeln beiderseits der Getriebeplattform angeordnet und treiben die zwei Dreiblatt-Rotoren der bei Kamow bewährten koaxialen Bauweise an. Die Luftkühlung ist regelbar mit kreisförmig angeordneten Fächern an der Front der Triebwerke. Treibstoff ist Ottokraftstoff FOK 78. Die drei Tanks (ein großer und darunter zwei kleinere) befinden sich hinter den Pilotensitzen. Eine komplette Tank-Füllung reicht für etwa 4,5 Stunden Flugzeit.
Am Ende der Getriebeplattform befinden sich zwei Leitwerksträger mit großen Endscheiben (Seiten-Leitwerk) und zwischen dem Seiten-Leitwerk das Höhen-Leitwerk. Das Fahrwerk besteht aus zwei kleinen einzelbereiften Rädern am Bug und zwei großen, ebenfalls einzelbereiften Fahrwerksbeinen beidseitig unter den Motorgondeln. Zusätzlich besteht die Möglichkeit, die Maschine mit einem Ski-Landegestell auszurüsten.
Der Ka-26 gilt als erster Hubschrauber, der – noch vor dem deutschen Bo 105 – Rotorblätter aus Glasfaser-Komposit verwendete. Diese sind elastischer und leichter als die vorher gebräuchlichen Rotoren aus Aluminium oder Stahl. Der Tragschraubenkegel (Rotordurchmesser) beträgt 13 Meter.
Ebenso aus Kunststoff sind die Verkleidung der beiden Triebwerke und die Außenhaut des Hubschraubers und der Passagierkabine sowie die Front- und Seiten-Scheiben.
Im Boden der Passagierkabine befindet sich eine Klappe, darüber ein Spill.

## Einsatz in Deutschland

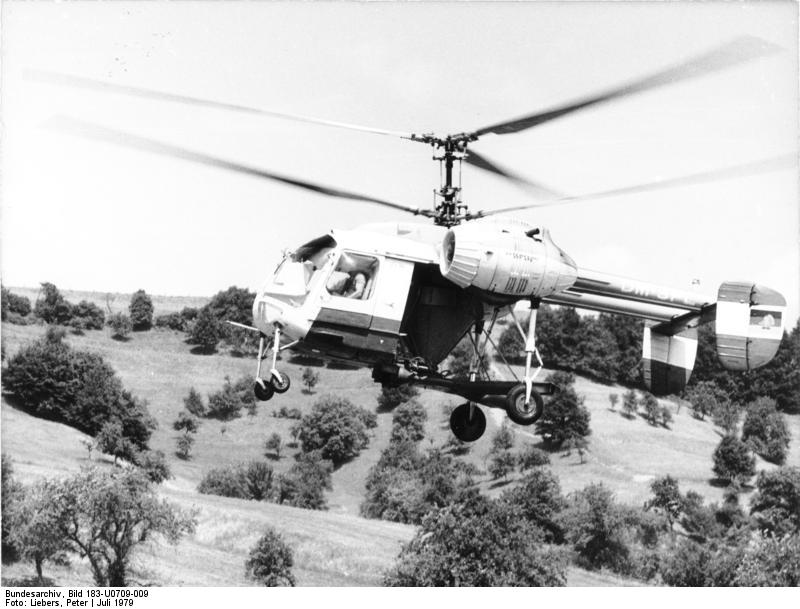
Agrarversion im Einsatz bei Rudolstadt (1979)

Der Ka-26 wurde im deutschen Raum hauptsächlich in der DDR eingesetzt. Die meisten der insgesamt 24 Exemplare wurden zwischen 1970 und 1976 geliefert und von der Interflug im Betrieb „Wirtschaftsflug“ geflogen. Sie dienten als Agrarhubschrauber zur Bekämpfung von Schädlingen in Obstplantagen und Wäldern sowie als Kranhubschrauber bei der Elektrifizierung des Eisenbahnnetzes. Weitere Aufgaben waren Kontroll- und Fotoflüge von Industrieanlagen sowie Küsten- und Umweltschutzüberwachung im Ostseeraum, wofür drei Ka-26 mit zusätzlicher Seeausrüstung und aufblasbaren Notschwimmern versehen wurden. Im Bereich der Zivilverteidigung wurden Übungen zur Lokalisierung von Kernwaffenstrahlung durchgeführt. Nach dem Katastrophenwinter von 1978/79 wurde während der kalten Jahreszeit ständig eine aus zwei Hubschraubern bestehende sogenannte Winterkette für Noteinsätze bereitgehalten.
1973 erhielt die Volkspolizei den ersten von insgesamt drei Ka-26 mit dem Kennzeichen DM-VPD. 1974 folgten die übrigen mit den Kennzeichen DM-VPK und DM-VPR, welcher im Vorspann der Fernsehserie Polizeiruf 110 des Fernsehens der DDR zu sehen war. Sie wurden mit zwei Außenlautsprechern ausgerüstet und zur Verkehrsüberwachung der Autobahnen und Transitstrecken, Suchflügen bei Fahndungen, Kontrollflügen bei Großveranstaltungen und bei Foto-Flügen eingesetzt. Während ihrer Dienstzeit stürzten je eine Maschine der Interflug (DM–SPW) und der Volkspolizei (DM–VPD) 1976 bei Heinersdorf bzw. 1980 bei Bad Düben ab. Im Zuge der Änderung des Landeskenners von Luftfahrzeugen erfolgte 1981 die Umregistrierung der beiden verbliebenen Ka-26 als DDR–VPK und DDR–VPR. Zusätzlich zu diesen Hubschraubern kamen ab 1983 noch Mi-2-Helikopter bei der Polizeifliegerstaffel zum Einsatz.
Nach der Wende gingen sämtliche Ka-26 der Interflug kurz vor deren Liquidation in den Bestand der neugegründeten FSB (Flugservice & Development, Berlin) über, wo sie noch bis zum Frühjahr 1991 für landwirtschaftliche Einsätze genutzt wurden. Anschließend wurden sie zusammen mit den noch vorhandenen zwei Hubschraubern der Volkspolizei an Museen abgegeben. Lediglich drei Stück wurden 1993 nach Nigeria verkauft.
Ein Ka-26 wurde in den 1970er-Jahren in den Westen Deutschlands geliefert. Die allein für die UdSSR vertretungsberechtigte Firma Rotocraft GmbH lieferte den Hubschrauber an die City-Bau KG von Carl Schätzle nach Leverkusen. Der Oberstadtdirektor Bauer, die Leverkusener Feuerwehr, der sowjetische Botschaftsrat Woltschkow aus Bonn sowie der Vertreter der Firma Rotocraft, Bollmann, nahmen die einzige Ka-26 im Westen am 12. November 1970 entgegen. Der Originalhubschrauber mit dem Luftfahrzeugkennzeichen D-HALL hängt heute im Technik-Museum Sinsheim.

## Nutzer
- Bulgarien
- Deutsche Demokratische Republik
- Frankreich
- Italien
- Japan
- Nigeria
- Russland
- Sowjetunion
- Sri Lanka
- Schweden
- Ungarn
- Vereinigtes Königreich

## Technische Daten

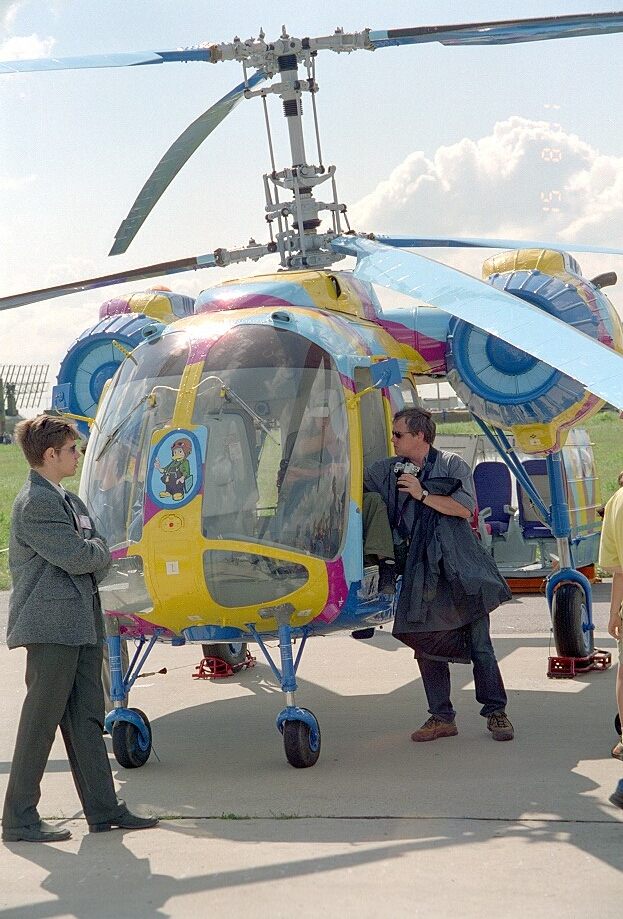
Kamow Ka-26

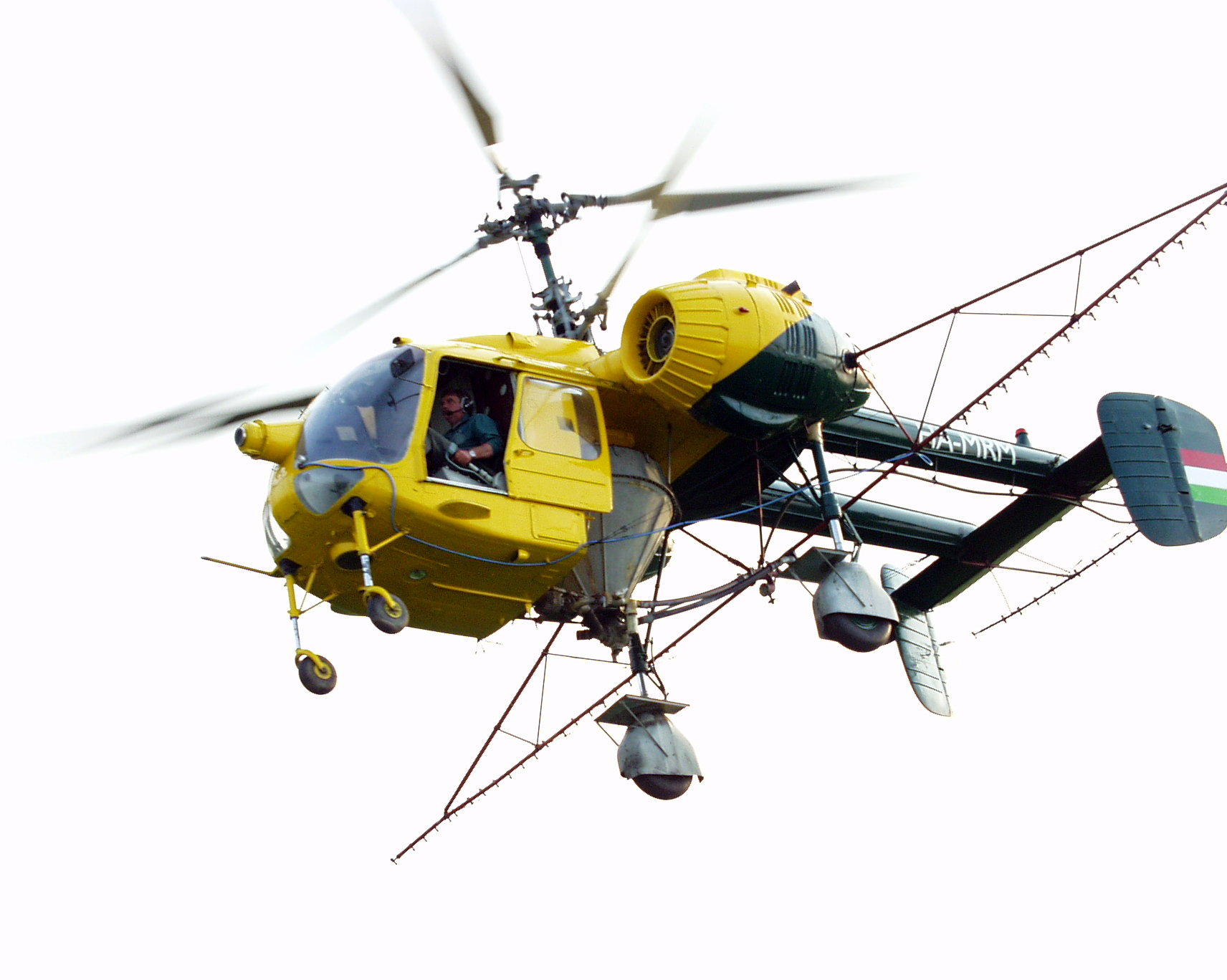
Agrarversion mit Chemikalienbehälter und Sprühvorrichtung

| Kenngröße                                | Daten |
| ---------------------------------------- | --- |
| Rotordurchmesser                         | jeweils 13,00 m |
| Rotorkreisfläche                         | 133 m² |
| Rotorkreisflächenbelastung               | 23,5 kg/m² bei 3050 kg |
| Länge                                    | 7,75 m |
| Breite                                   | 3,64 m |
| Höhe                                     | 4,05 m |
| Kabineninnenmaße (Länge × Breite × Höhe) | 1,84 m × 1,25 m × 1,37 m |
| Leermasse                                | 1950 kg ohne Aufrüstung -2120 kg mit Passagierkabine -2150 kg mit Agrarbehälter -2000 kg mit Lastplattform -2050 kg mit Krangeschirr |
| Startmasse                               | maximal 3250 kg -3000 kg mit Passagierkabine -3050 kg mit Agrarbehälter -3000 kg mit Lastplattform -3050 kg mit Krangeschirr |
| Nutzlast                                 | maximal 900 kg -700 kg oder 6 Personen mit Passagierkabine -800 kg flüssige Chemikalien mit Agrarbehälter und Sprühvorrichtung -900 kg Chemikalien in Pulverform mit Agrarbehälter und Bestäubevorrichtung -900 kg mit Lastplattform -900 kg Außenlasten mit Krangeschirr |
| Triebwerke                               | zwei 9-Zylinder-Sternmotoren Wedenejew M-14W-26 |
| Startleistung                            | je 239 kW (325 PS) |
| Höchstgeschwindigkeit                    | 170 km/h |
| Reisegeschwindigkeit                     | maximal 135–150 km/h wirtschaftlich 100–110 km/h |
| Dienstgipfelhöhe                         | 3000 m |
| Reichweite                               | normal 400 km maximal 1200 km |
| Besatzung                                | 2 |
| Passagiere                               | 6 |